# Federico Coria
Federico Coria (* 9. března 1992 Rosario) je argentinský profesionální tenista. Ve své dosavadní kariéře na okruhu ATP Tour nevyhrál žádný turnaj. Na challengerech ATP a okruhu ITF získal patnáct titulů ve dvouhře a sedm ve čtyřhře.
Na žebříčku ATP byl ve dvouhře nejvýše klasifikován v únoru 2023 na 49. místě a ve čtyřhře v listopadu 2021 na 238. místě. Trénuje ho Andres Schneiter. O deset let starší bratr Guillermo Coria se stal světovou trojkou a zahrál si finále na French Open 2004.
V argentinském daviscupovém týmu debutoval v roce 2021 buenosaireskou 1. světovou skupinou proti Bělorusku, v níž porazil Daniila Ostapenkova. Argentina zvítězila 4:1 na zápasy. Do září 2023 v soutěži nastoupil k dvěma mezistátním utkáním s bilancí 2–0 ve dvouhře a 0–0 ve čtyřhře.
Argentinu reprezentoval na odložených Letních olympijských hrách 2020 v Tokiu, kde v úvodním kole mužské dvouhry nezvládl koncovky obou setů proti Kazachstánci Michailu Kukuškinovi.

## Tenisová kariéra
V rámci okruhu ITF debutoval v říjnu 2009, když na turnaji dotovaném 10 tisíci dolary v argentinském La Rioja podlehl ve druhém kole krajanovi Valentinu Florezovi. První challenger vyhrál během května 2019 v georgijském Savannah. Ve finále přehrál italského hráče Paola Lorenziho, jemuž patřila 108. příčka žebříčku.
Na okruhu ATP Tour debutoval květnovým Lyon Open 2018 poté, co do hlavní soutěže postoupil z kvalifikace až jako šťastný poražený. Na úvod dvouhry zdolal krajana Nicoláse Kickera než jej vyřadil Michail Kukuškin z konce první světové stovky. Do prvního čtvrtfinále se probojoval na Rio Open 2020 přes Carlose Alcaraze, když opět prošel kvalifikačním sítem. Mezi poslední osmičkou hráčů nestačil na světovou pětadvacítku a pozdějšího šampiona Cristiana Garína z Chile. Porážku Garínovi oplatil na bastadském Nordea Open 2021, čímž premiérově vyhrál nad členem elitní světové dvacítky. Následně postoupil až do finále, kde jej přehrál šestnáctý muž klasifikace Casper Ruud z Norska. Průnik mezi sto nejlepších tenistů zaznamenal 21. září 2020 po druhém kole Rome Masters, když se na žebříčku ATP posunul ze 104. na 98. příčku.
Debut v hlavní soutěži nejvyšší grandslamové kategorie zaznamenal v mužském singlu US Open 2020, kde mu v páté sadě úvodního kola skrečoval Tchajwanec Jason Jung. Poté však nenašel recept na Brita Camerona Norrieho. Na navazujícím French Open 2020 porazil opět Junga. Po výhře nad Francouzem Benoîtem Pairem mu ve třetí fázi stopku vystavil Jannik Sinner.

## Finále na okruhu ATP Tour
| Legenda                   |
| ------------------------- |
| D – dvouhra; Č – čtyřhra  |
| Grand Slam (0)            |
| Turnaj mistrů (0)         |
| ATP Tour Masters 1000 (0) |
| ATP Tour 500 (0)          |
| ATP Tour 250 (0–2 D)      |

### Dvouhra: 2 (0–2)
| Stav      | č. | datum         | turnaj             | povrch | soupeř ve finále | výsledek      |
| --------- | -- | ------------- | ------------------ | ------ | ---------------- | ------------- |
| Finalista | 1. | červenec 2021 | Stockholm, Švédsko | antuka | Casper Ruud      | 3–6, 3–6      |
| Finalista | 2. | únor 2023     | Córdoba, Argentina | antuka | Sebastián Báez   | 1–6, 6–3, 3–6 |

## Tituly na challengerech ATP a okruhu ITF
| Legenda                |
| ---------------------- |
| Challengery (5 D; 1 Č) |
| ITF (9 D; 6 Č)         |

### Dvouhra (15 titulů)
| Č. | datum         | turnaj                     | povrch | poražený finalista    | výsledek                |
| -- | ------------- | -------------------------- | ------ | --------------------- | ----------------------- |
| 1. | duben 2012    | Neuquén, Argentina         | antuka | Sergio Galdós         | 4–6, 6–1, 7–6(8–6)      |
| 2. | květen 2013   | Río Cuarto, Argentina      | antuka | Ricardo Urzúa Rivera  | 6–4, 6–4                |
| 3. | červen 2013   | Arroyito, Argentina        | antuka | Thales Turini         | 6–3, 6–2                |
| 4. | září 2014     | Buenos Aires, Argentina    | antuka | Juan Ignacio Ameal    | 6–2, 3–6, 7–6(7–4)      |
| 5. | říjen 2016    | San Juan, Argentina        | antuka | Christian Lindell     | 4–6, 7–6(7–1), 7–6(7–0) |
| 6. | listopad 2016 | Buenos Aires, Argentina    | antuka | Matías Zukas          | 6–4, 6–2                |
| 7. | listopad 2016 | Villa del Dique, Argentina | antuka | Tomás Lipovšek Puches | 3–6, 6–1, 6–4           |
| 8. | listopad 2016 | Santa Cruz, Bolívie        | antuka | Caio Zampieri         | 6–4, 6–4                |
| 9. | srpen 2018    | Pitești, Rumunsko          | antuka | Cristian Rodríguez    | 7–5, 6–2                |
| 1. | květen 2019   | Savannah, Spojené státy    | antuka | Paolo Lorenzi         | 6–3, 4–6, 6–2           |
| 2. | červen 2021   | Prostějov, Česko           | antuka | Alex Molčan           | 7–6(7–1), 6–3           |
| 3. | listopad 2021 | Brasília, Brazílie         | antuka | Jaume Munar           | 7–5, 6–3                |
| 4. | červen 2022   | Milán, Itálie              | antuka | Francesco Passaro     | 7–6(7–2), 6–4           |
| 5. | leden 2023    | Concepción, Chile          | antuka | Timofej Skatov        | 6–4, 6–3                |
| 6. | září 2023     | Piracicaba, Brazílie       | antuka | Camilo Ugo Carabelli  | 5–7, 4–6                |

### Čtyřhra (7 titulů)
| Č. | datum         | turnaj                     | povrch | spoluhráč                 | poražení finalisté                               | výsledek              |
| -- | ------------- | -------------------------- | ------ | ------------------------- | ------------------------------------------------ | --------------------- |
| 1. | listopad 2011 | Concepción, Chile          | antuka | Gabriel Alejandro Hidalgo | Gonzalo Lama Cristóbal Saavedra Corvalán         | 3–6, 7–6(8–6), [10–7] |
| 2. | listopad 2011 | Temuco, Chile              | antuka | Gabriel Alejandro Hidalgo | Filippo Leonardi Giulio Torroni                  | 6–2, 7–5              |
| 3. | březen 2014   | Lima, Peru                 | antuka | Marc Giner                | Alejandro Mendoza Duilio Vallebuona              | 6–2, 3–6, [10–5]      |
| 1. | září 2014     | Villa del Dique, Argentina | antuka | Gabriel Alejandro Hidalgo | Oscar José Gutierrez Eduardo Agustín Torre       | 6–4, 6–1              |
| 4. | říjen 2016    | Campinas, Brazílie         | antuka | Tomás Lipovšek Puches     | Sergio Galdós Máximo González                    | 7–5, 6–2              |
| 5. | listopad 2016 | Villa del Dique, Argentina | antuka | Tomás Lipovšek Puches     | Cristóbal Saavedra Corvalán Ricardo Urzúa Rivera | 7–6(10–8), 6–0        |
| 7. | červenec 2017 | Casinalbo, Itálie          | antuka | Bruno Sant'Anna           | Enrico Dalla Valle Andrea Pellegrino             | 6–3, 4–6, [10–8]      |